# Стара речка
Стара речка е село в Североизточна България. То се намира в община Антоново, област Търговище.

## География
Село Стара речка се намира в планински район. Разположено е в долината на река Стара река. Същата е изключително бистра река, с множество видове риба. Около селото има редица приятни места за почивка, къмпинг и хотели. На около 2 километра от селото в Стара река се влива Кара дере. В района на селото силно е разпространен ловът на дива свиня, благороден елен, вълк, сърна. Утвърдено вилно селище на живущите в градовете Търговище, Омуртаг, Антоново, Лясковец и Горна Оряховица.

## Религии
Населението е смесено, мюсюлмани и християни.

## Културни и природни забележителности
В местността Кара дере се намира малък водопад от бигорен тип, наречен Гърбавата чешма. Около него има удобна поляна за къмпингуване на самия бряг на рекичката.
1. ↑  www.grao.bg